# Steff Kaptein
Steff Kaptein (Hengelo, 27 augustus 1999) is een Nederlands voetballer die als aanvaller voor HHC Hardenberg speelt.

## Carrière
Kaptein speelde in de jeugd bij FC Twente tot hij in 2014 de overstap maakte naar PEC Zwolle. Op 15 december mocht hij zich voor het eerst melden bij de wedstrijdselectie in de thuiswedstrijd tegen NAC Breda. Drie dagen later op 18 december maakte hij zijn debuut voor de Zwolse ploeg door in de 71e minuut in te vallen voor Vito van Crooij.

## Carrièrestatistieken
| Seizoen         | Club            | Land            | Competitie      | Competitie | Competitie | Beker | Beker | Internationaal | Internationaal | Overig | Overig | Totaal | Totaal |
| Seizoen         | Club            | Land            | Competitie      | Wed.       | Dlp.       | Wed.  | Dlp.  | Wed.           | Dlp.           | Wed.   | Dlp.   | Wed.   | Dlp.   |
| --------------- | --------------- | --------------- | --------------- | ---------- | ---------- | ----- | ----- | -------------- | -------------- | ------ | ------ | ------ | ------ |
| 2018/19         | PEC Zwolle      | Nederland       | Eredivisie      | 0          | 0          | 1     | 0     | 0              | 0              | 0      | 0      | 1      | 0      |
| 2019/20         | PEC Zwolle      | Nederland       | Eredivisie      | 0          | 0          | 0     | 0     | 0              | 0              | 0      | 0      | 0      | 0      |
| 2020/21         | HHC Hardenberg  | Nederland       | Tweede divisie  | 6          | 0          | 1     | 0     | 0              | 0              | 0      | 0      | 0      | 0      |
| 2021/22         | HHC Hardenberg  | Nederland       | Tweede divisie  | 0          | 0          | 0     | 0     | 0              | 0              | 0      | 0      | 0      | 0      |
| Carrière totaal | Carrière totaal | Carrière totaal | Carrière totaal | 6          | 0          | 2     | 0     | 0              | 0              | 0      | 0      | 8      | 0      |